# Friedrich Stein (Richter)
Friedrich Stein (* 9. August 1811 in Teutschneureut; † 28. Juni 1868 in Baden-Baden) war ein deutscher Verwaltungsbeamter und Richter.

## Leben
Friedrich Stein studierte Rechtswissenschaften an der Ruprecht-Karls-Universität Heidelberg. 1829 wurde er Mitglied des Corps Suevia Heidelberg. 1832 wurde er Rechtspraktikant und 1839 Sekretär am Hofgericht Konstanz.  Von 1846 bis 1849 war er Amtmann und Amtsvorstand des Bezirksamts Meßkirch. 1849 wurde er zweiter Beamter des Bezirksamts Radolfzell. Im Juni 1849 war er Mitglied der Regierung des Seekreises. Noch im gleichen Jahr kam er nach Ettlingen. In der Folge war Amtsrichter, ab 1862 Oberamtsrichter und ab 1864 Kreisgerichtsrat in Mosbach und ab 1866 in Baden-Baden.